# Conus sulcocastaneus
Conus sulcocastaneus é uma espécie de gastrópode do gênero Conus, pertencente a família Conidae.